# Bahnhof La Plata

Der Bahnhof La Plata (spanisch Estación La Plata) ist der größte Bahnhof der Stadt La Plata in Argentinien. Der Bahnhof im Netz der Ferrocarril General Roca hat sieben Bahnsteiggleise.
Von hier fahren Züge auf der Línea Roca zum Bahnhof Buenos Aires Plaza Constitución und ein Pendelzug Tren Universitario (vgl. Universidad Nacional de La Plata). Außerdem ist der Bahnhof mit mehreren Buslinien angebunden. Täglich nutzen 18.000 Reisende den Bahnhof.

## Geschichte
1903 entwarfen die Architekten Louis Newbery Thomas (Vereinigte Staaten von Amerika) und Paul Bell Chambers (Vereinigtes Königreich) das Empfangsgebäude mit einer Kuppel, das ab 1904 errichtet wurde. Am 1. Oktober 1906 wurde der Bahnhof von der Ferrocarril del Sud eröffnet und ersetzte dabei den ersten Bahnhof von La Plata, den Bahnhof 19 de Noviembre (heute Kulturzentrum Pasaje Dardo Rocha).
Bahnhofsszenen des Films Sieben Jahre in Tibet (1997) wurden im Bahnhof La Plata gedreht, die im Film Graz Hauptbahnhof darstellen.
In Vorbereitung der Elektrifizierung wurden 2017 Teile des Dachs zurückgebaut. Derzeit (2022) werden Bahnhofshalle und Bahnsteige erneuert.

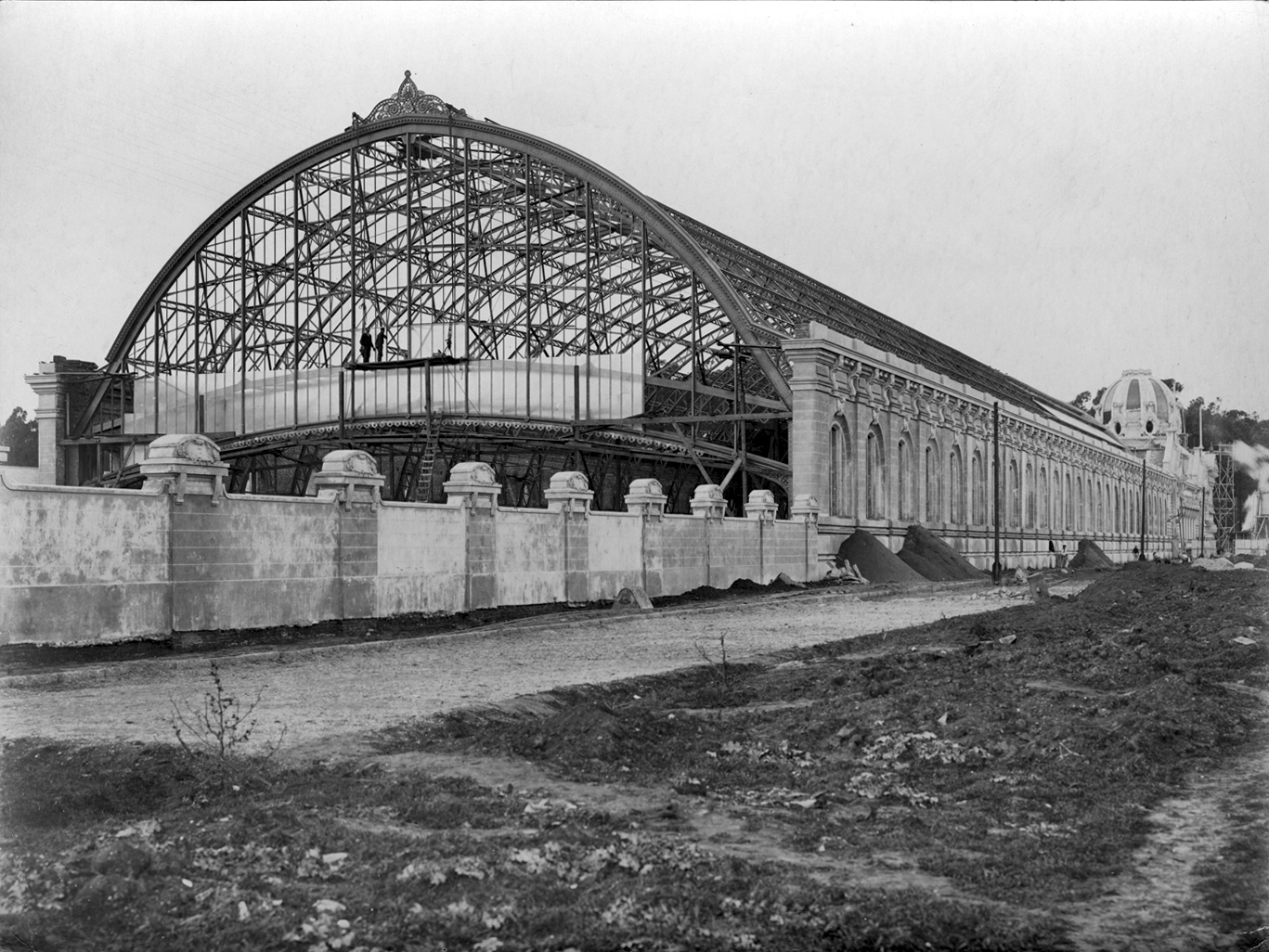
Außenansicht Anfang des 20. Jahrhunderts
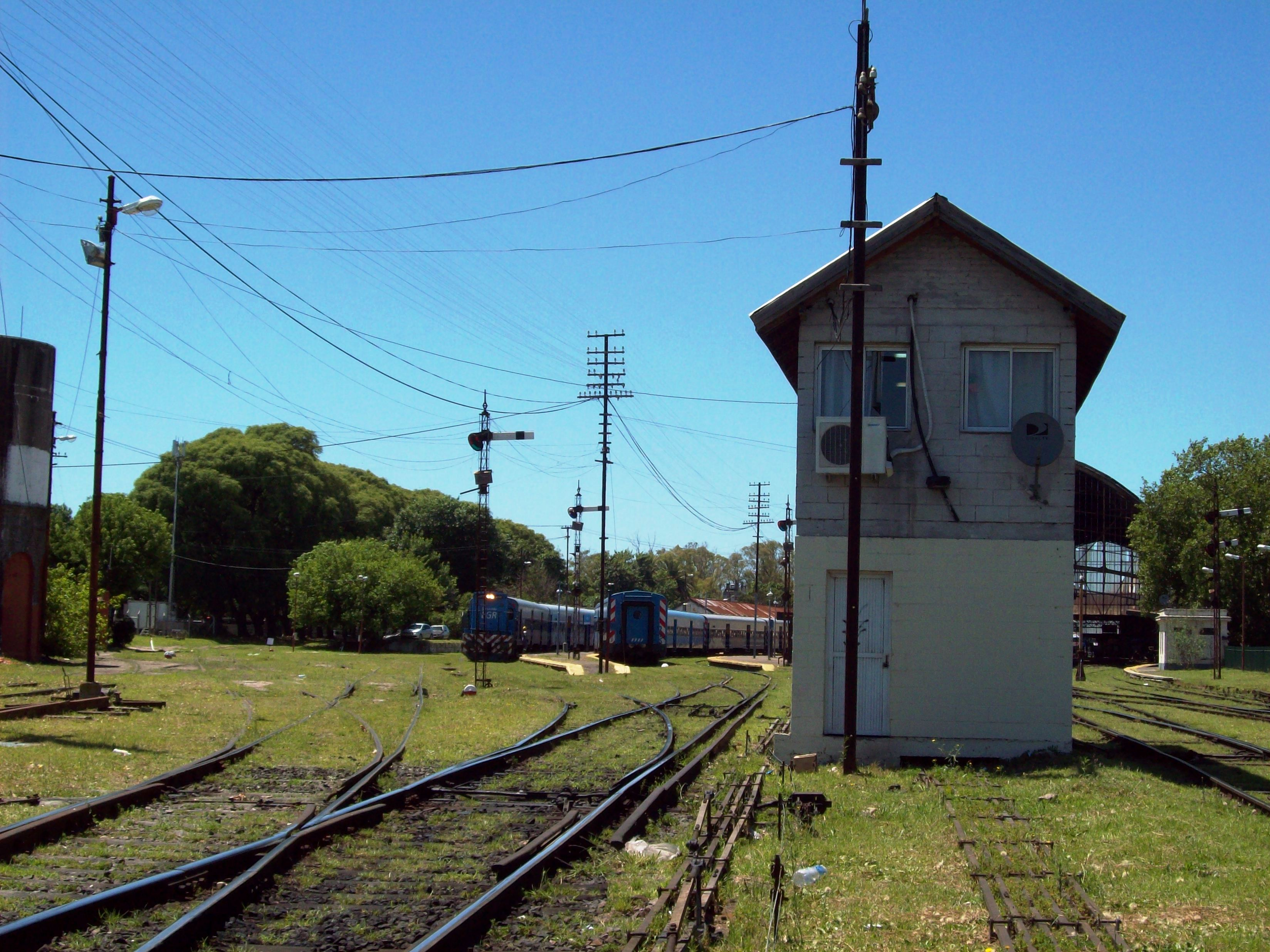
Stellwerk
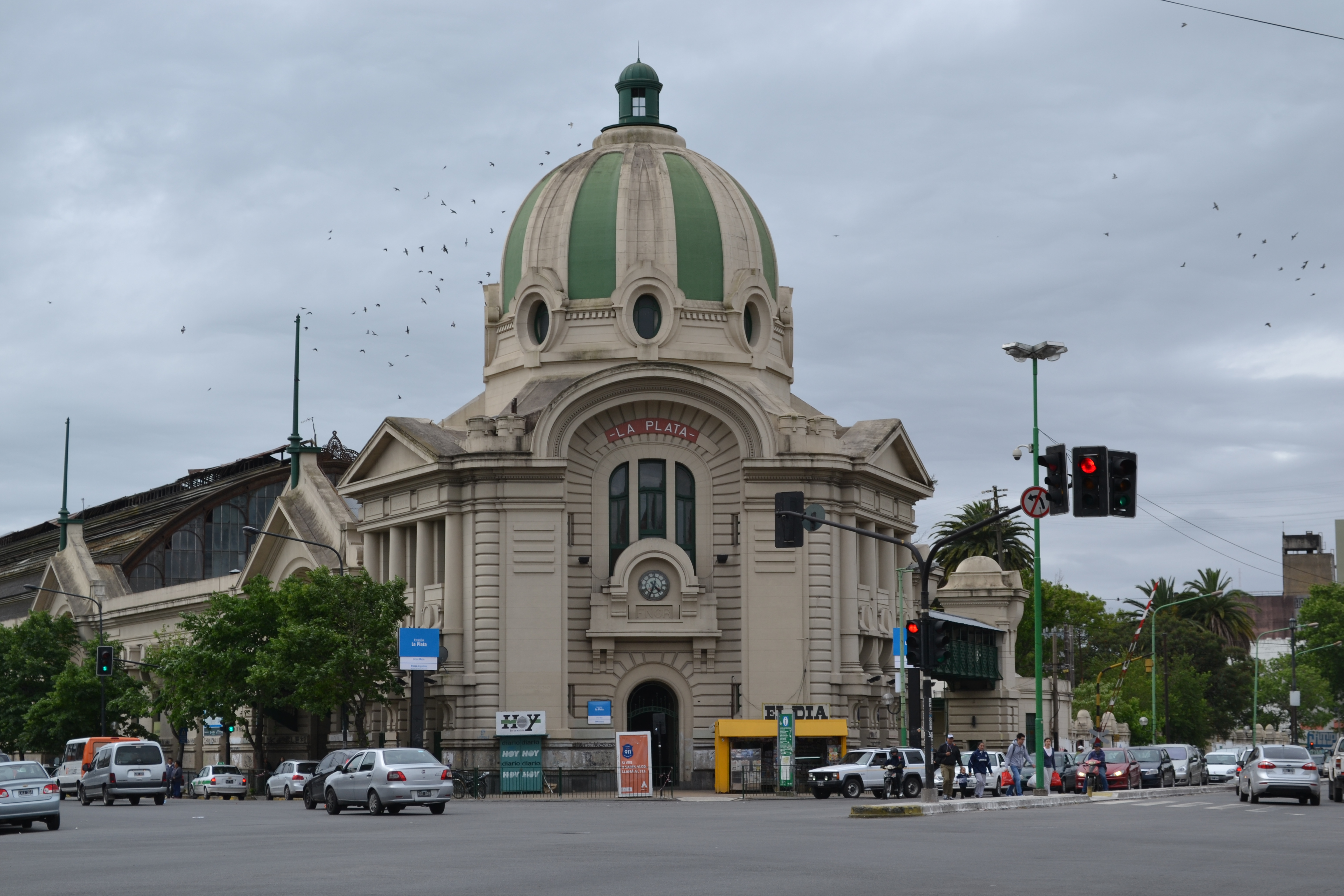
Empfangsgebäude
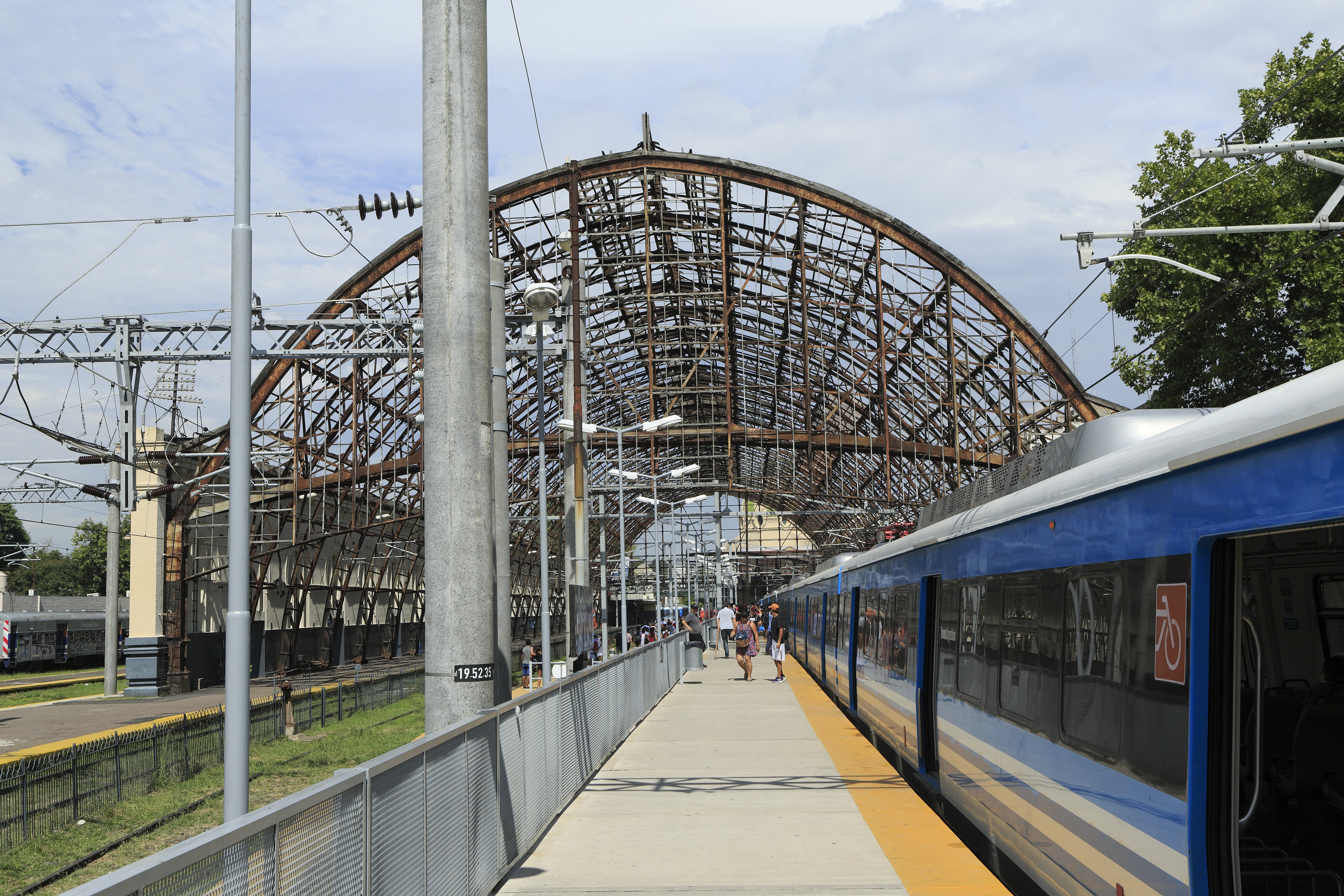
Bahnhofshalle während Bauarbeiten
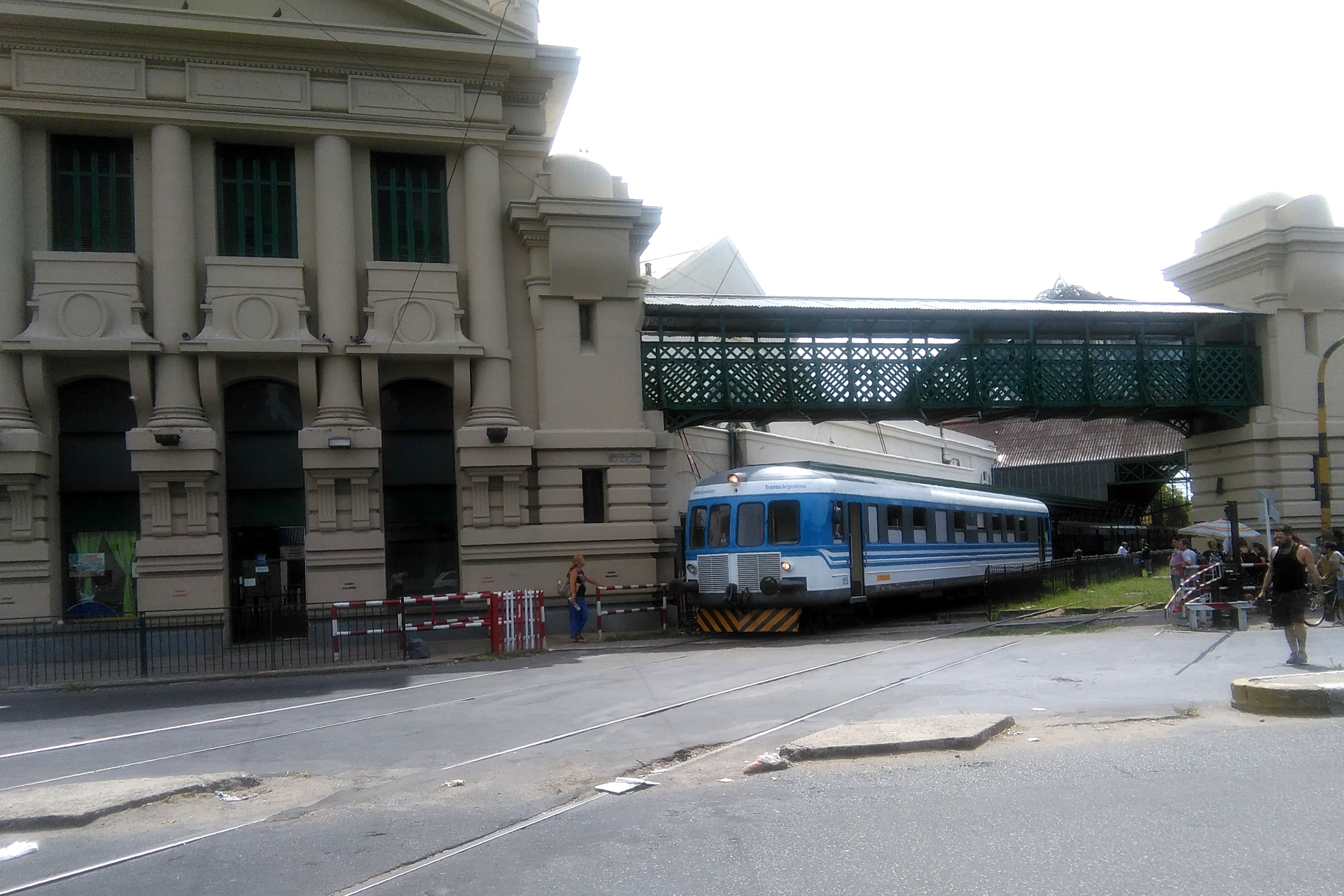
Der Universitätszug verlässt den Bahnhof